# Mosteirinho
Mosteirinho ist ein Ort und eine ehemalige Gemeinde (Freguesia) im portugiesischen Kreis Tondela. Die Gemeinde hatte 217 Einwohner (Stand 30. Juni 2011).
Am 29. September 2013 wurden die Gemeinden Mosteirinho und São João do Monte zur neuen Gemeinde União das Freguesias de São João do Monte e Mosteirinho zusammengeschlossen.